# Скубі-Ду (персонаж)
Скуберт (Скубі)-Ду (англ. Scooby-Doo) — вигаданий пес та головний герой мультсеріалу з однойменною ж назвою, яка стала героєм 70-х. Вперше персонаж з'явився в мультсеріалі «Скубі-Ду, Де ти!» в 1969 році. Озвучує — Френк Уелкер.

## Короткі відомості
Скубі-Ду в дитинстві знайшла команда Mystery Inc. — і з тих пір він живе разом зі своїм найкращим другом, Шеггі Роджерсом.
Зріст — стоячи — 190 см, на чотирьох лапах — близько 120 см, вага — 90-100 кг, вік — 17 років. Порода — німецький дог.

## Особистість
Скубі-Ду — детектив, молодший співробітник «Містичної Корпорації». Колись працював кухарем разом з найкращим другом Шеггі.
Скубі виділяється серед інших собак тим, що вміє розмовляти (принаймні, короткими уривчастими фразами). Ні в одному серіалі або фільмі не уточнювалося, звідки у нього ця здатність, оскільки всі персонажі сприймають її як належне.
Інтереси Скубі ті ж, що і у Шеггі, але в перебільшеному вигляді; фактично вони вже переростають в пристрасть:
- Скубі страшенно боїться монстрів, привидів, відьом та іншої чортівні — навіть більше, ніж Шеггі. Побачивши щось потойбічне він в страху стрибає на руки його власника (або того з його друзів, хто опиняється поблизу); це виглядає дуже смішно, особливо якщо врахувати, що за зростом і вагою Скубі і Шеггі майже однакові.
- Він обожнює смачно поїсти, але більш за все полюбляє «Скубі-печиво» (англ. Scooby Snacks), і його можна запросто умовити зробити що завгодно, якщо пообіцяти йому два або три печива замість одного.
- Йому не подобається, коли про нього говорять як про собаку.
- Він дуже влюблива собака: йому подобаються і вівчарки, і пекінеси, і навіть чихуахуа.
- Він дуже кумедний — практично всі жарти в серіалі жартує саме він.
- Улюблена фраза Скубі-Ду, яку він вимовляє співуче в кінці кожного фільму або епізоду мультсеріалу — «Скубі-Дуби-Ду-у-у!»

## Зовнішній вигляд
Скубі — коричневий пес з декількома чорними плямами на верхній частині тіла. У нього чорний ніс. На шиї Скубі носить синій нашийник з бляшкою у вигляді ромба. На бляшці вигравірувані дві латинські, жовті літери «SD» (його ініціали). Має по чотири пальці на кожній лапі. Порода Скубі-Ду — німецький дог.
Івао Такамото (творець Скубі-Ду) розповів, що під час роботи над зовнішнім виглядом персонажа він консультувався з заводчиком німецьких догів, який розповів йому про те, як повинен виглядати зразковий представник цієї породи собак. Після цього він взяв і намалював все абсолютно навпаки. Скубі — неправильний дог від вух до хвоста, і навіть його колір абсолютно неприродний для цієї породи.

## Професія
Скубі працює в Корпорації «Таємниця» 30 собачих років. Він досить довгоживуча собака.
Він самий боязкий співробітник, але саме завдяки його остраху і пустощам сищики багато знаходять.
Крім Шеггі, його напарниками також є — Велма Дінкль, Дафна Блейк і Фред Джонс (лідер «Містичний Корпорації»).

## Родичі Скубі
- Скубі-Дам — двоюрідний брат Скубі, що живе в селі; розумніший і хоробріший, ніж сам Скубі. Періодично з'являвся в серіалі «Скубі-Ду Шоу» (1976). Має незвичайний рефлекс: кожен раз коли чує слово «докази», починає їх шукати.
- Ськреппі-Ду — маленький племінник Скубі. Маленьке щеня, але відчайдушне й хоробре. Постійно збирається битися зі злочинцями, але Шеггі і Скубі бояться їх і завжди тягнуть Ськреппі з собою. По-своєму розумний, знає математику, любить будувати плани. Не вміє поважати думки свого дядька Скубі, але завжди говорить фразу: «Коли я виросту, я хочу бути таким, як дядько Скубі». З'являвся в мультсеріалі «Скубі і Ськреппі-Ду» (1979) і повнометражному «Скубі-Ду і гонки монстрів» як один з головних героїв і в фільмі "Скубі-Ду" (2002) як головний лиходій.
- Ябба-Ду — рідний старший брат Скубі. Він зустрічається в серіалі 1980-х. Білий пес-ковбой, який набагато сильніше Скубі; улюблений дядько Скреппі, постійно доглядав за ним. Здатний придумати слушний план, дружить з шерифом Дасті (можливо — родичем Шеггі) Є версія, що Скреппі набрався стільки хоробрості саме від нього.
- Діксі-Ду — сестра Скубі, оперна співачка. З'являється в одній із серій «Скубі-Ду Шоу». Дуже смачно готує, за що її і любить Скубі.
- Рубі-Ду — інша сестра Скубі, мама Ськреппі.
- Дуби-Ду — двоюрідний брат-близнюк Скубі, рок-співак з відмінним голосом. В одній із серій шоу виявилося, що його нашийник містить урядові коди, і Скубі на час його замінив, щоб убезпечити.
- Діксі-Ду — мати Скубі-Ду, якою він дуже дорожить, з'являлася в серіях «Мій старий друг» і «А ось і мама».
- Дідусь Скубі — його ім'я не називається. Дідусь Скубі-Ду (хоча Скреппі теж називає його дідусем). Виглядає як постаріла версія Скубі. Теж любить поїсти.
- Прадід Скубі — батько Діда Скубі. Відрізнявся особливою хоробрістю і воював в Цивільних війнах. Став примарою. Вважає, що Ськреппі пішов в нього.
- Скубі-Ді — подруга Скубі-Ду, голлівудська актриса.
- Шуби-Ду — брат з Росії. Удвічі вищий на зріст і в 10 разів сильніше, ніж Скубі.

## Цікаві факти
- Як і у Шеггі, у Скубі є своя улюблена страва — торт з вишневим сиропом та збитими вершками.
- Скубі непогано вміє водити машину. Хоча коли Шеггі запитав Скубі, чи вміє він водити машину, той відповів, що ні "Скубі-Ду! Літні страшилки".
- Можна помітити, що майже в кожному м/ф Скубі з'їдає їжу Шеггі, поки останній відволікається на що-небудь.
- На Скубі дуже сильно і дивно впливає кава, після неї, він стає неадекватним, і некерованим.
- Скубі майже завжди з команди бачить того, чи іншого монстра першим, і весь час намагається про нього доповісти Шеггі, але це не завжди закінчується успішно, бо часто Шеггі йому не вірить, поки сам не побачить монстра.
- В одній із серій згадувалося про те, що у Скубі дуже сильний хвіст.
- Ймовірно, прототипом Скубі послужив пес з японського мультфільму «Летючий корабель-привид». Збігів багато: японський мультфільм вийшов в тому ж 1969 року на 4 місяці раніше; пес схожий на дога (і на Скубі, але хвіст купірований); фраза «Джек, ти ж не віриш у привидів, ти у нас відважний пес!», після якої він панікує і комічно падає; автором ідеї і аніматором був японець Івао Такамото.

## Мультсеріали
- 13 привидів Скубі-Ду (полнометражний)
- Містична корпорація (серіал)